# デビー・マレンコ
デビー・マレンコ（Debbie Malenko、1971年10月3日 - ）は、アメリカ合衆国の元女子プロレスラー。本名はデブラ・キリアン（Debra Killian）、旧姓名はデブラ・ドレイク（Debra Drake）。
マレンコ道場（Malenko School of Wrestling）出身。多彩なサブミッション・ホールドとスープレックスを使いこなすテクニシャンとして、全日本女子プロレスで活躍。全女の次代を担うと目されていた1人であった長谷川咲恵との「日米新世代タッグ」でも名を馳せたが、足の複雑骨折という大怪我がもとで引退。

## 来歴
1991年
- 来日。来日前はアメリカで消防士をしていた。
- 3月17日、後楽園ホールで、吉田万里子と組み、山元真由美、長谷川咲恵組と対戦。いきなりダブルリスト・アームサルトから腕固め、裏アキレス腱固めから膝十字固めと流れるような技を見せた。試合は、エプロンからの吉田のトペ・スイシーダで長谷川が昏倒するアクシデントもあり、最後は2対1の形となり、デビーが山元をノーザンライト・スープレックスで沈め、デビュー戦を飾った。後にデビーは、「（デビュー戦では）羽のように震えていた」と緊張を振り返って語っている。
- 5月26日、後楽園ホールで、井上京子と組み、吉田万里子、エステル・モレノ組と対戦。4人ともルチャ的なスピーディーな動きに対応し、デビーもそれに呼応し切り、手の合う好試合となった。井上京子とのダブル・アルゼンチン・バックブリーカーやダブル・ロメロ・スペシャルなども見せた。

1992年
- 同時期に在籍していた、年齢は上だが全女では後輩にあたるテリー・パワーと仲が良く、スパーリングを共に行い、日本での生活に関してもアドバイスをしていた。
- 5月24日、後楽園ホールで、下田美馬と組んで、井上貴子、シンティア・モレノ組と対戦。トップロープからの雪崩式ノーザンライト・スープレックスで井上貴子を追い込んだが、貴子のオーロラ・スペシャルに屈した。
- 6月21日、後楽園ホールで、下田美馬と組んで、三田英津子と組んだ、テリー・パワーのデビュー戦の相手を務める。リングアナのコールの際に、馳浩や武藤敬司を意識したTシャツ投げを行った。試合では三田からSTFでギブアップを奪った。
- 6月27日、大宮スケートセンターで、「日米新世代タッグ」のパートナーである長谷川咲恵、ジャパン・グランプリ公式戦で対戦。熱戦となったが、長谷川の切り返しの首固めに敗れた。
- 7月5日、後楽園ホールで、テリー・パワーと「アメリカン・タッグ」を結成し、堀田祐美子、みなみ鈴香組と対戦。初のアメリカ人同士のタッグを組んでの試合となった。試合はデビーが回転足折り固めで堀田をフォールし、大金星をあげた。記者会見でも彼女たちの興奮ぶりが伝わってきた。
- 7月15日、大田区体育館で、下田美馬と組み、吉田万里子、井上貴子組の保持する、全日本タッグ王座に挑戦。トペ・スイシーダを見せるなど健闘したが、敗戦。吉田、井上の場外へのトペを受けた際に右足首をひねり、試合中にアイシング、テーピング治療を受けており、片足一本で復帰したものの吉田にフォール負け。奇しくも、翌年の大怪我と同じ箇所を同じ技で痛めていたことになる。
- タッグリーグ・ザ・ベストでは、長谷川咲恵と「日米超世代タッグ」を結成。
- 11月2日、博多スターレーンでのタッグリーグ・ザ・ベスト公式戦で、WWWAタッグ王者の山田敏代、豊田真奈美組と対戦。圧倒的不利の予想を覆して、30分フルタイムを戦い抜き、引き分ける。チャンピオン・チームを相手に、ほぼノンストップで戦いきったデビー、長谷川組の、そしてデビーのタッグマッチでのベスト・バウトといえる試合であった。

1993年
- 全日本シングル王座を獲得。
- 3月11日、名古屋国際会議場イベントホールで、長谷川咲恵と組んでの山田敏代、豊田真奈美組との試合で、豊田の場外へのトペを受けた際に右足首を逆にひねり、脛を複雑骨折。帰国し治療を繰り返していたが、その後自然にフェードアウトしていった[1]。

2001年
- アメリカ同時多発テロのチャリティーとしてアルシオン東京ベイNKホール大会でバイオニックJとエキシビション。この試合以降、プロレス活動はしていない模様である。

## 得意技
しなやかな体を生かした各種スープレックス、関節技全般をこなしたテクニシャン。研究熱心で、全女のスタイルも確実に吸収していった。ただし全体的にパワー不足で、足腰も線が細い点は否めなかった。スープレックスで投げておいてフォールに行かずサブミッションに移行する流れは美しかった。
STF
エース・クラッシャー
切り返し気味に決めることが多かった。
ノーザンライト・スープレックス
デビュー戦でのフィニッシュ・ホールド。トップロープからの雪崩式も時折敢行した。
サイド・スープレックス
つなぎ技として使用。
フロント・スープレックス
ドラゴン・スリーパーホールド
エース・クラッシャーやネックブリーカーなどから移行する、序盤のつなぎ技として使用。
膝十字固め
アキレス腱固め
裏アキレス腱固め
脇固め
チキンウィングフェイスロック
鎌固め
インディアン・デスロックから移行していく。
フライング・エルボー・アタック
ロープに飛んで行う場合、トップロープから行う場合などのバリエーションがあった。エルボーの打ち方には、師匠にあたるジョー・マレンコの影響が見られる。